# مارك فون هاغن
مارك فون هاغن (بالإنجليزية: Mark von Hagen)‏ هو مؤرخ أمريكي، ولد في 21 يوليو 1954 في سينسيناتي في الولايات المتحدة.